# Касерес та інші проти Парагваю
Портільйо Касерес проти Парагваю (Повідомлення № 2751/2016) — це справа, яку Комітет ООН з прав людини вирішив у 2019 році.
Справу ініціювала група фермерів у Парагваї, які жили поруч із плантаціями сої, на яких використовувалися заборонені агрохімікати. Зараження внаслідок недбалої практики призвело до негативних наслідків для здоров'я, включаючи смерть одного фермера, Рубена Портільо Касереса, та отруєння 22 інших, а також негативний вплив на засоби до існування сімей, які проживають у цьому районі. Незважаючи на розслідування, проведене місцевими та державними чиновниками, які знайшли докази протиправних дій, держава не вжила заходів із захисту навколишнього середовища, і велика кількість токсичних хімікатів продовжувала викидатися поблизу будинків жертв.
У резолюції від 9 серпня 2019 року комітет виніс рішення на користь фермерів, встановивши, що їхні права на життя, недоторканність приватного життя, сімейне життя та місце проживання були порушені, і що Парагвай належним чином не вимагав дотримання екологічних норм або відшкодування завданої шкоди.
Портільйо Касерес проти Парагваю є знаковою судовою справою в міжнародному регулюванні токсичних речовин. Це стало першим випадком, коли Комітет ООН з прав людини визнав, що неспроможність держави вжити заходів проти шкоди навколишньому середовищу може порушити її зобов'язання згідно з Міжнародним пактом про громадянські та політичні права. Парагвай став першою країною у світі, яку Комітет з прав людини засудив за смерть людини від отруєння пестицидами.

## Тло

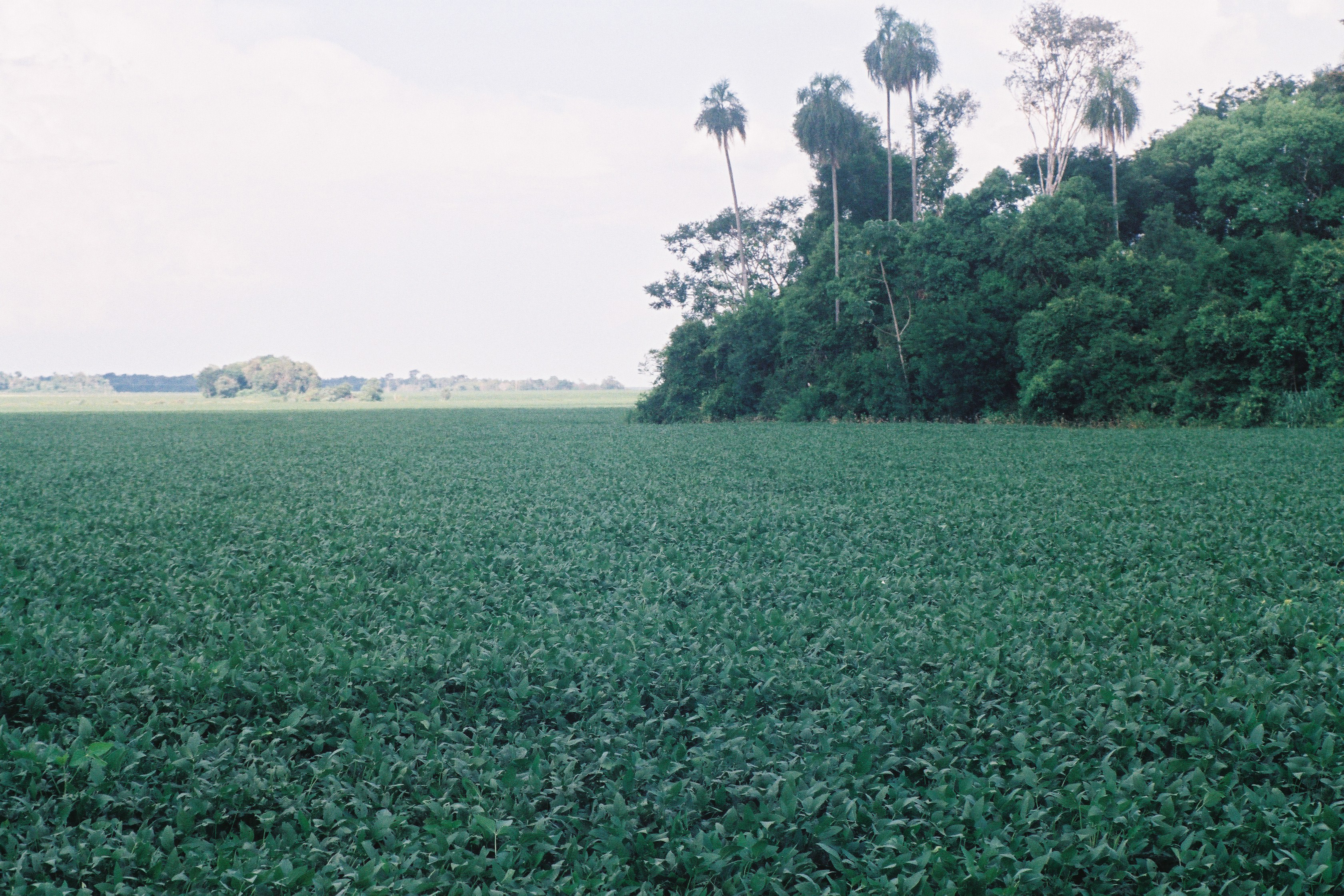
Поле сої в Парагваї

94 % орних земель у Парагваї призначені для сільськогосподарського виробництва таких товарів, як соєві боби, кукурудза та бавовна. Парагвай є сьомим у світі виробником трансгенної сої, культури, яку часто фумігують пестицидами, такими як біфентрин, хлорпірифос, паракват і атразин. З 2011 по 2013 рік імпорт пестицидів до Парагваю зріс майже вчетверо, з 8,8 до 32,4 мільйонів літрів.
Єруті — колонія кампесіно, заснована Парагваєм у 1991 році на землі, яку міністр освіти диктатора Альфредо Стреснера поступився як компенсацію за розкрадання державних коштів. У той час як колонія 2,212-гектара (5,47-акра) має 223 ділянки, до 2019 року там було лише 34 зареєстровані об'єкти власності, а промислові соєві поля займали державну землю без права власності. Незважаючи на аграрні реформи, спрямовані на запобігання цій практиці, велика частина землі продається або здається в оренду під соєві плантації, якими керують бразильці та бразигвайці. Широке використання агрохімікатів у Єруті вплинуло на умови життя, економіку та здоров'я жителів. Забруднення водоносних горизонтів і джерел води зробило потоки Еруті та Куайру непридатними для риболовлі. Мешканці також зіткнулися зі погіршенням посівів, загибеллю фруктових дерев і загибеллю худоби.

## Випадок отруєння пестицидами

Розташування департаменту Каніндейу в Парагваї

Рубен Портільо Касерес, 26-річний фермер із села Колонія Єруті в департаменті Каніндею на сході Парагваю, жив зі своєю родиною на території, що прилягала до полів трансгенної сої Condor Agricola та Hermanos Galhera. Під час сезону фумігації сої на початку 2011 року Рубен захворів, у нього почалися головні болі, блювота та діарея. Через три дні, 6 січня 2011 року, він помер дорогою до лікарні в Куругуаті. Встановлено, що його смерть стала наслідком токсичного рівня пестицидів у його організмі. Також захворіли ще 22 жителі села, включаючи дворічного сина Портільо Касереса, усіх госпіталізували.

## Розслідування
Після смерті Рубена та масового отруєння директор лікарні Curuguaty Енджі Дуарте зібрала зразки крові та сечі у жертв і зв'язалася з прокуратурою, Національною службою якості рослин і насіння та охорони здоров'я та Міністерством навколишнього середовища. Прокуратура почала розслідування і 13 січня прибули державні інспектори. Вони задокументували кілька порушень законодавства про навколишнє середовище, виявивши, що експансивні операції з вирощування сої, які межували з сімейною фермою, не були розділені необхідними буферними зонами. Соєві боби також були висаджені до краю громадських доріжок, і не було захисних смуг рослинності, щоб захистити жителів від пестицидів. Інспектори провели випробування на хімічні речовини та виявили ознаки обмежених або заборонених сільськогосподарських інсектицидів у колодязній воді сім'ї Портільо Касерес, включаючи альдрин, ліндан та ендосульфан. Концентрація ліндану, хімічної речовини, пов'язаної з появою неходжкінської лімфоми, у три рази перевищувала межу, встановлену для людей Всесвітньою організацією охорони здоров'я.
Дві агропідприємства, які займаються вирощуванням сої навколо Єруті, Condor SA/KLM SA (Condor Agricola) і Hermanos Galhera Agrovalle del Sol SA/Emmerson Shinin (Hermanos Galhera), належали бразильцям і були визнані задіяними в недбалих діях. Hermanos Galhera постачає соєві боби транснаціональним агробізнесам ADM, Cargill і Bunge Limited. Розслідування встановило, що джерела прісної води були забруднені хімічними залишками через «погане поводження з хімічними контейнерами, розкиданими по землі». Корпорації не мали екологічних дозволів на свою діяльність і мили своє обладнання для розпилення в місцевих струмках. За словами одного з інспекторів, «жоден з двох не відповідав найпростішим стандартам екологічного контролю». Дві фірми були оштрафовані, але відмовилися від відповідальності, а їхні справи пізніше були припинені після апеляції.

## Юридична історія

### Район Куругуаті
14 січня 2011 року сім'я Портільйо Касерес та інші сім'ї фермерів, які постраждали від отруєння, подали ампаро, судовий позов про захист конституційних прав. Хоча прокурор Міґель Ангель Рохас неодноразово вимагав розтину тіла Портільйо Касереса та медичних карток жертв, він їх не отримав. Докази того, що колодязна вода містить агрохімікати, також були виключені з розслідування. Хоча обвинуваченими у справі були семеро громадян Бразилії, жоден із них не був керівником чи власником ферм Hermanos Galhera чи Condor Agricola. 15 квітня 2011 року суд округу Куругуаті постановив, що Національна служба якості та охорони здоров'я рослин і насіння, а також Міністерство навколишнього середовища не виконали своїх обов'язків і спричинили серйозні фізичні ушкодження скаржників.
Незважаючи на рішення суду, соєві агробізнеси продовжували використовувати великі обсяги пестицидів без природоохоронних заходів та дозволів. Позови родини Портільо Касереса ігнорувалися державою Парагвай протягом трьох років. Сестра Рубена Норма разом з іншими жертвами отруєння агрохімікатами подала петицію до Комітету з прав людини ООН.

### Комітет ООН з прав людини
Комітет з прав людини визначив прийнятність скарги до розгляду справи по суті. Парагвай стверджував, що скаржники не вичерпали національних засобів правового захисту і що HRC не мав юрисдикції ratione materiae, оскільки Міжнародний пакт про громадянські та політичні права не визнає права на здорове довкілля. КПЧ визнав скаргу прийнятною, посилаючись на відсутність прогресу у справі протягом восьми років і зазначивши, що позов стосувався права на життя, приватне та сімейне життя та житло.
Комітет з прав людини видав постанову 9 серпня 2019 р. Комітет дійшов висновку, що реакція уряду Парагваю на незаконну фумігацію була неадекватною та порушила права людини жертв. Постанова встановила, що уряд конкретно порушив право на життя, право на сімейне життя та право на відшкодування шкоди. У резолюції зазначено, що «понад вісім років після повідомлених подій розслідування не досягли жодного прогресу», і підкреслено, що Парагвай не зміг провести розтин тіла Рубена, незважаючи на прохання зробити це чотири рази. У резолюції також зазначено, що уряд Парагваю не опублікував результати аналізів сечі та крові жертв.
Резолюція засудила уряд Парагваю за те, що він не застосував санкції до залучених корпорацій, і наказала державі «провести ефективне та ретельне розслідування фумігацій агрохімікатами» та «накласти кримінальні та адміністративні покарання на всіх відповідальних сторін». Зокрема, комітет визнав, що неспроможність держави вжити заходів проти шкоди навколишньому середовищу може порушити її зобов'язання щодо захисту прав на життя та на приватне та сімейне життя відповідно до статей 6 і 17 Міжнародного пакту про громадянські та політичні права. Парагвай став першою країною в світі, яку Комітет ООН з прав людини засудив за смерть людини від отруєння пестицидами. У резолюції вперше Комітет ООН з прав людини визнав зв'язок між правом на гідне життя та захистом навколишнього середовища. Рішення ґрунтувалося на нещодавно ухваленому Зауваженні загального порядку № 36 щодо права на життя, яке містить формулювання про зв'язок між правами людини та навколишнім середовищем.

## Наслідки
Хоча Парагвай був санкціонований Організацією Об'єднаних Націй у цій справі, зрештою це була формальність. Станом на 2022 рік за смерть Рубена не було винесено штрафів, і промислове вирощування сої продовжує працювати аж до межі сімейної ферми. І Condor Agricola, і Hermanos Galhera продовжують сільськогосподарські роботи в районі Єруті.
Інший висновок Комітету з прав людини у 2021 році у справі Беніто Олівейра Перейра проти Парагваю виявив, що широке використання пестицидів сільськогосподарськими компаніями Campo Agua'ẽ порушило права корінної громади народу ава гуарані на їхні землі та місце проживання. Справа Перейри була символічною, оскільки вперше поняття «доміцилію» було застосовано до корінної громади щодо її внутрішнього зв'язку з її землею та територією.